# Székelyhidi Ágoston
Székelyhidi Ágoston (írói neve: Székely Gusztáv) (Medgyesbodzás, 1935. december 19. – Hajdúböszörmény, 2010. november 30.) magyar író, újságíró, kritikus, pedagógus.

## Életpályája
Szülei: Székelyhidi Ágoston és Pataki Margit voltak. 1948-ban családjával kiutasították Romániából. 1953-1959 között a Kossuth Lajos Tudományegyetem magyar-történelem szakos hallgatója volt. 1954-től jelentek meg írásai. 1956-ban a Hajdú-Bihar megyei forradalmi bizottság elnökségi tagja volt, ezért később börtönbe került. 1959-1964 között a hajdúböszörményi Bocskai István Általános Iskola oktatója volt. 1963-1966 között az Alföld képzőművészeti rovatvezetője volt. 1964-1966 között az ELTE BTK művészettörténet szakán tanult. 1964-1978 között a Bocskai István Gimnáziumban tanított. 1967-1974 között a Hajdúsági Nemzetközi Művésztelep alapító vezetője volt. 1978-1985 között a debreceni Kölcsey Ferenc Megyei Művelődési Központ főmunkatársa volt. 1985-től szabadfoglalkozású író volt. 1989-től az Erdélyi Tükör szerkesztőjeként dolgozott. 2000-től a Tokaji Írótábor kuratóriumának elnöke volt.
1987-ben a Magyar Demokrata Fórum alapító tagja volt. 1988-1994 között a debreceni elnökség és a magyar vezetőség tagja volt. 1991-1993 között az országos választmány ügyvívőjeként tevékenykedett. 1992-1994 között az ügyvivői testület elnöke volt. 1994-1996 között Hajdú-Bihar megye alelnöke, 1996-2000 között elnöke volt. 1997-től a Magyarok Világszövetségének választmányi ügyvívője volt. 1999-2001 között az országos választmány elnöke volt. 2005-ben kilépett az MDF-ből.

## Magánélete
1957-ben házasságot kötött Bojti Rózával. Egy lányuk született; Ágnes (1961).

## Művei
- Szemmértékkel (riport, 1969)
- Üzenet az iskolának (esszék, 1972)
- Huszonöt éve együtt (1974)
- Hajdúböszörményi tükör (riport, 1976)
- Debreceni napló Erdélyről. Két haza között (irodalmi napló, 1989)
- Emlékművek (monodráma 1956-ról, 1996)
- Magyar '56 I.-II. (1996)
- Nemzet és demokrácia (1998)
- Változatok a valóságirodalomra (1998)
- A Tokaji Írótábor 1971-2001 (2001)
- Magyar századvég (2002)
- Kurucz Imre; fényk. Gombos Ferenc; B Tónus Bt., Bp., 2006
- Nemzet és rendszerváltozás; Antológia, Lakitelek, 2007
- Értékek és esélyek; Felsőmagyarország, Miskolc, 2009
- Hajdúböszörmény. Történelmi képeskönyv, 1609-2009; összeáll. Lázár Imre, Székelyhidi Ágoston; Hajdúböszörmény Város Önkormányzata, Hajdúböszörmény, 2009
- Tér-kép-idő. Trianon évtizedei. Vencsellei István fotóművész 75. születésnapja tiszteletére; Főnix Rendezvényszervező Kiemelkedően Közhasznú Nonprofit Kft., Debrecen, 2009
- Végítélet. Színmű történelmi háttérrel;  2009

## Díjai, kitüntetései
- Alföld-díj (1971, 1985)
- TOT-díj (1973)
- Káplár Miklós-emlékérem (1974)
- Darvas-emlékérem (1977)
- Kritikai Nívódíj (1981)
- Hatvani Galéria-díj (1981)
- Debrecen Város Csokonai-díja (1985)
- 1956-os Emlékérem (1991)
- Boromissza Tibor-emlékérem (1996)
- A Magyar Köztársasági Érdemrend tisztikeresztje (2005)[2]
- A Magyar Köztársasági Érdemrend lovagkeresztje (2005)[3]
- Szabadság Hőse emlékérem (2006)[4]
- Önzetlenségi Díj (2009)[5]